# لوئیس لوسیا
لوئیس لوسیا (اسپانیایی: Luis Lucia‎؛ ۲۴ مهٔ ۱۹۱۴ – ۱۲ مارس ۱۹۸۴) یک کارگردان فیلم و فیلم‌نامه‌نویس اهل اسپانیا بود.
پدر او در سال ۱۹۳۵ میلادی وزیر ارتباطات کشور اسپانیا بود.
او بود که استعداد ماریسل و روسیو دورکال را کشف کرد و آنها را به شهرت رساند.